# Metathese (Chemie)
Metathese (von griechisch: μετάθεσις (metáthesis) „Umstellung, Versetzung“) bezeichnet in der Chemie verschiedene Reaktionen, bei denen Gruppen bzw. Teilstrukturen von Reaktanden ausgetauscht werden. Metathesereaktionen werden auch als doppelte Umsetzungen bezeichnet. Eine allgemeine Reaktionsgleichung für die Metathese ist wie folgt:
{\displaystyle {\ce {AB + CD -> AD + BC}}}

## Anorganische Chemie
Die Triebkraft dieser Reaktionen kann die Bildung stabilerer Salze oder das Entfernen eines Produkts aus dem Gleichgewicht sein.
Bei der Salzmetathese tauschen die Kationen und Anionen zweier Salze wechselseitig aus. Meist laufen diese Reaktionen in Lösungen ab. Bei einer Fällungsreaktion ist die treibende Kraft die Bildung eines schlechter löslichen Salzes. So ist Silberchlorid in wässriger Lösung nahezu unlöslich. Aus diesem Grund fällt es aus einer wässrigen Silbersalzlösung bei Zugabe eines Chloridsalzes als schwach gelblicher Niederschlag aus:
{\displaystyle {\ce {AgNO3(aq) + NaCl(aq) -> AgCl (v) + NaNO3(aq)}}}

### Metallorganische Chemie
Viele Alkylierungsreaktionen in der metallorganischen Chemie sind Metathesereaktionen.
{\displaystyle {\ce {RM + M'X -> RM' + MX}}}
Wird eine metallorganische Verbindung mit einem Metallhalogenid umgesetzt ist die Triebkraft meist die Bildung eines stabilen Salzes, insbesondere wenn metallorganische Verbindungen der ersten und zweiten Hauptgruppe beteiligt sind. Da hier echte Salze gebildet werden, verwendet man auch bei diesen Reaktionen teilweise den Begriff Salzmetathese.
{\displaystyle {\ce {2 Na(C5H5) + FeBr2 -> 2 NaBr + Fe(C5H5)2}}}
{\displaystyle {\ce {3 LiCH3 + PCl3 -> 3 LiCl + P(CH3)3}}}
{\displaystyle {\ce {4 CH3MgCl + SiCl4 ->4 MgCl2 + Si(CH3)4}}}
Bei der Synthese von Dimethylzink aus Zink und Methyliodid entsteht zunächst Methylzinkiodid, welches dann in einer Metathesereaktion zu Dimethylzink und Zinkiodid disproportioniert. Triebkraft ist auch hier die Bildung des stabilen Salzes.
{\displaystyle {\ce {2 ICH3 + 2 Zn -> 2 IZnCH3 -> Zn(CH3)2 + ZnI2}}}
Auch Redoxreaktionen, wie die Reduktion von Halogensilanen zur Silanen sind oft Metathesereaktionen. Die Triebkraft ist hier die Bildung stabilerer Salze, zudem wird das gebildete gasförmige Monosilan ständig aus dem Reaktionsgemisch entfernt.
{\displaystyle {\ce {LiAlH4 + SiCl4 -> LiCl + AlCl3 + SiH4 (^)}}}
Weitere Beispiele sind Komproportionierungsreaktionen von zinnorganischen Verbindungen entsprechend der Kocheshkov-Umlagerung:
{\displaystyle {\ce {SnR4 + SnX4 -> 2 SnX2R2}}}
{\displaystyle {\ce {R= -CH3, -C2H5, -n-C3H7, -Phenyl; X=Cl, Br}}}

## Organische Chemie
In der Organischen Chemie gibt es eine Reihe von Metathesereaktionen, die meist mit Hilfe von metallorganische Katalysatoren ablaufen. Die Reaktionen können dabei sowohl heterogenkatalytisch als auch homogenkatalytisch ablaufen.

### Alkenmetathese

Allgemeines Schema der Alkenmetathese

Bei der Alkenmetathese, auch Olefinmetathese werden die Alkylidengruppen zweier Alkene in Gegenwart eines metallorganischen Katalysators ausgetauscht. In der Regel entsteht ein statisches Produktgemisch, dessen Zusammensetzung sich aber durch geeignete Bedingungen (Katalysator, Druck, Temperatur etc.) steuern lässt.
{\displaystyle {\ce {2 A=B + 2 C=D -> A=C + B=D + A=D + B=C}}}
Abhängig von den eingesetzten Alkenen und der Reaktionsführung spricht man von verschiedenen Arten der Alkenmetathese. Reagieren zwei unterschiedliche Alkene miteinander so spricht man von Kreuzmetathese (CM):
{\displaystyle {\ce {R'-CH=CH-R' + R''-CH=CH-R'' <=> R'-HC=CH-R'' + R''-CH=CH-R'}}}
{\displaystyle {\ce {R', R'' <> H}}}
Ein Beispiel für die Technische Umsetzung der Kreuzmetathese ist der Shell Higher Olefin Process (SHOP).
Der Phillips-Triolefin-Prozess bei dem Propen in Ethen und 2-Buten umgesetzt wird, ist ein Beispiel für die Selbstmetathese (SM):
{\displaystyle {\ce {2 H2C=CH-CH3 <=> H2C=CH2 + H3C-CH=CH-CH3}}}
Bei der Ringschlußmetathese (RCM) bildet sich aus einem Dien, mit meist endständigen Alkengruppen, ein Cycloalkene unter Abspaltung eines Alkens. Bei der Umkehrreaktion, der Ringöffnungsmetathese (ROM) bildet sich aus Cycloalken und Alken ein Dien. Ein Spezialfall der Ringöffnungsmetathese ist die Ringöffnungsmetathese-Polymerisation (ROMP). Ein Beispiel ist das Vestenamer-Verfahren bei dem Cycloocten zu einem synthetischen Kautschuk polymerisiert wird.

### Alkinmetathese

Allgemeines Schema der Alkinmetathese

Die erste Alkinmetathese wurde 1974 von André Mortreux durchgeführt. Wie bei der Alkenmetathese läuft auch die Alkinmetathese nur in Gegenwart geeigneter Katalysatoren ab.

### Enin-Metathese

Allgemeines Schema der Kreuz-Eninmetathese

Ein Spezialfall der Alkinmetathese ist die Enin-Metathese, bei der ein Alken und ein Alkin in Gegenwart eines Katalysators Teilstrukturen austauschen. Im Gegensatz zur Alken- und Alkinmetathese bilden sich bei der Enin-Metathese aus den zwei Reaktanden nicht wieder zwei Produkte, sondern ein Dien.

## Wittig-Reaktion

Allgemeines Schema der Wittig-Reaktion

Auch bei der Wittig-Reaktion handelt es sich entsprechend der Definition um eine Metathese-Reaktion. Bei dieser bildet sich aus einem Ylid und einem Aldehyd oder Keton über einen viergliedrigen Heterocyclus ein Alken und ein Phosphanoxid.